# NK Dubrava
Nogometni klub Dubrava hrvatski je nogometni klub iz Dubrave. Trenutačno se natječe u Premier ligi Zagrebačke županije.

## Povijest
Sport u Dubravi ima dugu tradiciju. Za bilježnika u Dubravu 1914. dolazi Pavao Dolar koji pdoiže društveni život te osniva Sportsko društvo "Hrvatski sokol". Po tvrdnjama starih Dubravaca, prvu nogometnu loptu u Dubravu je donio 1923. godine Ilija Tatomir zvani Gavran, a iste se godine osniva sportski klub pod nazivom "Domro" (Dubrava). Budući da tih godina nije bilo organiziranog natjecanja, nogometaši "Domra" su igrali između sebe, a igralište se nalazilo na Hordokovom zemljištu, današnja Strossmayerova ulica. 1928. godine počinju se organizirati nogometna natjecanja po okolnim selima, a prvu službenu utakmicu Dubravci su odigrali 1930. godine sa ŠK "Zrinski" iz Vrbovca. Te godine klub mijenja ime u Športski klub "Dubravka". Uzvratna utakmica odigrana je 3. svibnja 1931. godine. Sljedeće godine ŠK "Dubravka"  na inicijativu omladine poduzeća "Gramip" postaje ŠK "Napredak". Godine 1952. ŠK "Napredak" mijenja ime u ŠK "Mladi radnik". Nosi ga do 1955. godine kada postaje Sportsko društvo "Mladost". U Dubravi je 1953. na igralištu "Kod ciglane" gostovao klub "Garnizona JNA" iz Križevaca i odigrao prijateljsku nogometnu utakmicu sa ŠK "Mladi radnik". Rezultat je bio 5:3 za goste u čijim su redovima nastupili Bobek, Atanacković i Čajkovski (Čik) - tada poznata imena jugoslavenskih prvoligaških momčadi. 
1957./58. igra se mnogo prijateljskih utakmica sa "Slobodom" Gradec, te se počelo stvarati veliko rivalstvo. SD "Mladost" Dubrava osvaja 1970. godine prvo mjesto u Općinskoj ligi Vrbovec i plasman u Područnu ligu Bjelovar. 1973. godine Dubrava slavi 50 godina nogometa i ugošćuje "Dinamo" Zagreb. Odigrana je revijalna utakmica u kojoj gosti iz Zagreba pobjeđuju rezultatom 9:1. Trener Dinama je bio Zorislav Srebrić. 23. veljače 1974. osniva se Nogometni savez općine Vrbovec. Ekipa NK "Mladost", koja se natječe u ligi Bjelovar - Daruvar - Virovitica, nezadovoljna je tretmanom kluba pa  odlučuje nastaviti natjecanje u Općinskoj ligi Vrbovec. Godinu kasnije "Gramip" preuzima sponzorstvo, a klub mijenja ime. U sezoni 1978./79. NK "Gramip" osvaja prvenstvo, iako zbog izgradnje sportskog centra domaće utakmice igraju na igralištu NK "Sloboda" u Gradecu.  
1984. godine NK "Gramip" odigrava dvije međunarodne prijateljske utakmice s gostima iz SR Njemačke, ekipom FC "Rhoahalle Tann". NK "Gramip" prvo kod kuće pobjeđuje sa 7:2, da bi potom i u gostima slavili s 9:0. 1989. godine tadašnja generacija pionira osvaja jesenski dio prvenstva u 1. A-ligi Bjelovarskog nogometnog saveza. Sportski djelatnici i mlađi nogometaši 1992. godine obnavljaju klub pod novim imenom - Nogometni klub "Dubrava".

## Prijašnji nazivi kluba
- NK Domro (1923. – 1930.)
- ŠK Dubravka (1930. – 1932.)
- ŠK Napredak (1932. – 1952.)
- ŠK Mladi radnik (1952. – 1955.)
- NK Gramip (1955. – 1992.)
- NK Dubrava (od 1992.)

## Vanjske poveznice
- Profil, HNS Semafor